# Matt Mullins
Matthew Mullins (* 10. November 1980 in Naperville, Illinois/USA) ist ein US-amerikanischer fünffacher Kampfkunst-Weltmeister und Schauspieler. Im Jahr 2000 gewann er seinen ersten Titel der World Kickboxing Association in Dublin, Irland. Dies wäre seine erste von fünf Meisterschaften in den nächsten drei Jahren.

## Filmografie (Auswahl)
- Wentworth (2005) – Waiter
- Adventures of Johnny Tao: Rock Around the Dragon (2007) – Eddie
- Blood and Bone (2009) – Pretty Boy Price
- Freshmyn (2010) – Zach Markey
- Mortal Kombat: Rebirth (2010) – Johnny Cage
- Alpha Must Die (2012) – Blue
- The Wrath of Vajra (2013) – K-23/Bill
- Resident Evil: Vengeance (2013) – Chris Redfield
- Divergent (2014) – Fighter on Ring
- White Tiger (2015) – Michael Turner